# Édith Moukam
Édith Moukam est une actrice et comédienne camerounaise, née un 13 mai dans les années 1970 à Douala, region du Littoral. Elle est connue pour ses rôles dans les séries télévisées La nouvelle épouse ou Samba le général.

## Biographie
Édith Moukam se lance dès sa jeunesse dans le théâtre et par la suite, dans le cinéma. Elle fait sa première apparition dans le film Face à la glace, une de ses propres productions et réalisations qui n’a pas connu un franc succès.

### Carrière
La carrière d’actrice d'Édith Moukam décolle véritablement suite à sa figuration dans la série Le procès de Jean de Dieu Tchegnebe alias "Man No Lap". Son passage dans cette série va lui offrir l'opportunité d'incarner de grands rôles dans plusieurs films camerounais, notamment: Samba le général, Échec et Mat de Simon William Kum, La guerre des biens, Amour et tradition.
Édith Moukam doit également son statut d'actrice confirmée à l'interprétation du rôle de Germaine, épouse du général de division Samba Diffo, dans la série Eponyme. Dans cette série, général est dépeint comme un homme sans scrupules, avide de pouvoir et d'argent. Dans le rôle de Germaine, Édith Moukam incarne une femme qui supporte avec dignité une union difficile et souffre en silence dans son mariage.

## Filmographie

### Séries
- 2014: La guerre des biens Jean de Dieu Tchegnebe
- 2014: Le procès de Jean de Dieu Tchegnebe
- 2014: Amour et tradition Jean de Dieu Tchegnebe
- 2017-2019: Secret tabou de Salem Kedy
- 2019: Echec et mat de Simon William Kum
- 2021: Madame... Monsieur d’ Ebenezer Kepombia
- 202: La nouvelle épouse  de Gaby Ruben Ngounou
- 2022: Victimes de Salem Kedy
- 2022: Vengeance de Benjamin Eyaga
- 2023: Bakengouaya  de Simon William Kum
- 2024: Samba le général  de Jean de Dieu Tchegnebe